# 紅とんぼ
「紅とんぼ」（あかとんぼ）は、1988年10月5日に発売されたちあきなおみのシングルである。

## 解説
新宿駅裏にある「紅とんぼ」という酒場を閉じて、田舎に帰るという設定の歌である。
当初はNHK『歌謡パレード'88』で番組の1988年9月のオリジナルソングとして毎週披露され、話題を集めたためシングルとして発売された。ちあきは作曲家・船村徹の作品を多く歌ったが、船村によるちあきへの作品提供は1976年発売の「酒場川/矢切りの渡し」以来12年ぶりであった。
オリコンチャートでベスト100位以内に24週ランクインするロングセラーを記録した。
ちあきは本楽曲で1988年の『第39回NHK紅白歌合戦』に11年ぶり9回目の出場を果たした（現時点での最後の紅白出場）。

## 収録曲
（全作詞：吉田旺、作曲：船村徹）
1. 紅とんぼ [3:58]
編曲：南郷達也
2. 片情 [4:52]
編曲：蔦将包

## カバー
- 小林幸子（1991年発売のアルバム『艶華撩乱～最新ベスト』収録）
- 石川さゆり（1993年発売のアルバム『特選集～愛燦燦』収録）
- 安田一葉（2000年発売のアルバム『波紋』に収録）
- 桂銀淑（2004年発売のアルバム『ヒットカバー名曲集』収録）
- 吉幾三（2014年発売のアルバム『あの頃の青春を詩う vol.2』収録）
- 桑田佳祐（2016年発売のBlu-ray・DVD作品『THE ROOTS 〜偉大なる歌謡曲に感謝〜』収録）